# Antonio Cifrondi
 (août 2025).
Antonio Cifrondi (né le 11 juin 1656 à Clusone – mort le 30 octobre 1730 à Brescia) est un peintre italien du baroque tardif. Il a surtout peint des portraits et des scènes religieuses.

## Œuvres
- Grenoble, musée des Beaux-arts, Scène populaire.

## Biographie
- (en) John T. Spike, Giuseppe Maria Crespi and the Emergence of Genre Painting in Italy, Fort Worth, Kimball Museum of Art, 1986, 68–69 p.